# Thomas Keneally

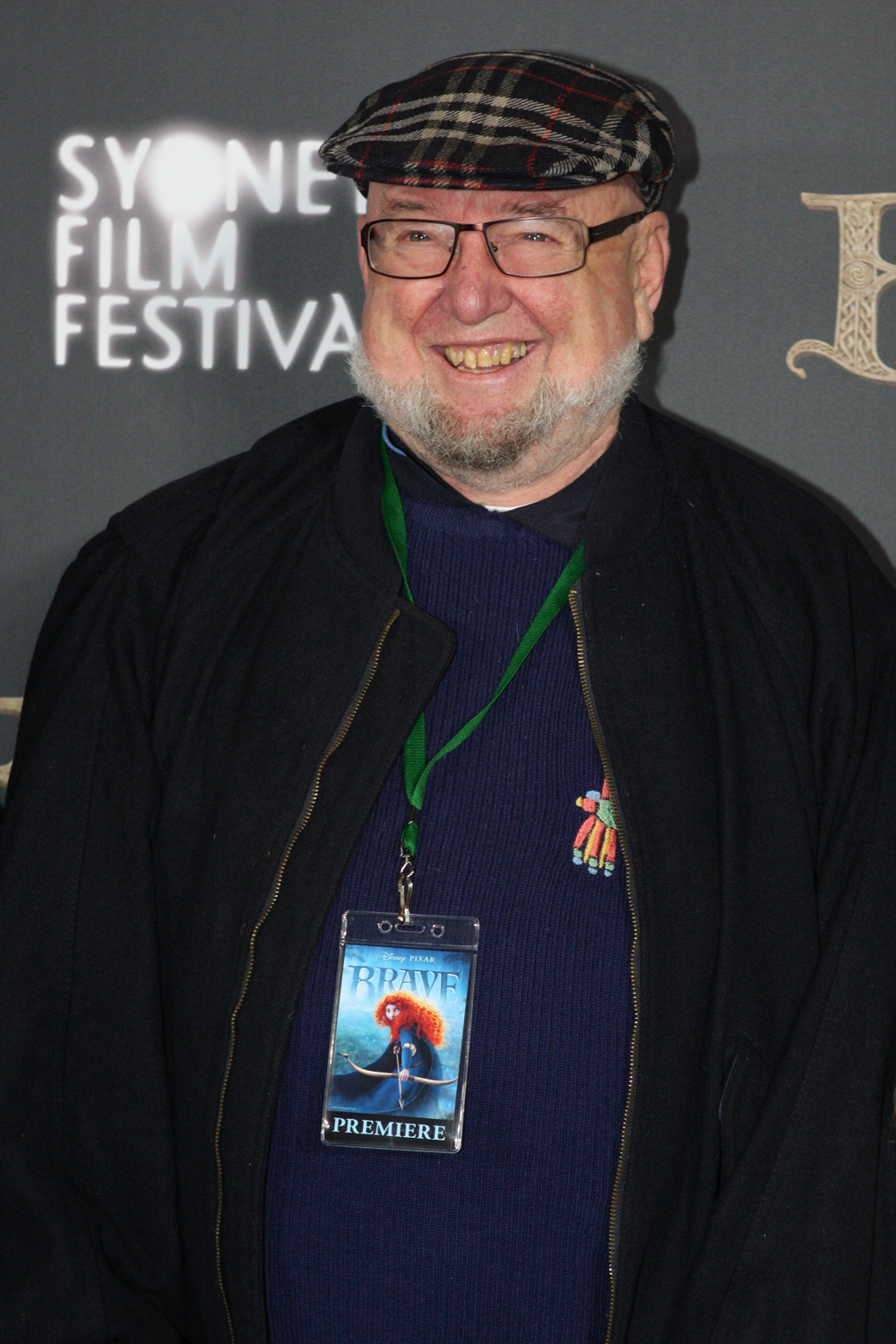
Thomas Keneally

Thomas Keneally (Sydney, 7 oktober 1935) is een Australische schrijver. Aanvankelijk studeerde hij voor priester, maar hij brak die opleiding af en ging rechten studeren. In de jaren 60 begon hij al met het schrijven van verhalen. De eerste bekende roman die hij schreef was The Chant Of Jimmy Blacksmith (1972), over rassendiscriminatie tegen de Aboriginals. 
In 1982 schreef hij zijn bekendste boek, waarmee hij de Booker Prize won: Schindler’s Ark, over de Jodenvervolging in de Tweede Wereldoorlog. Dit boek werd later succesvol verfilmd door Steven Spielberg onder de naam Schindler's List.

## Boeken
Thomas Keneally schrijft voornamelijk boeken met als thema "oorlog".
- The Chant Of Jimmy Blacksmith (1972)
- Gossip From The Forest (1976)
- Confederates (1979)
- Schindler's Ark (1982) (Schindlers lijst. Amsterdam: A.W. Sijthoff, 1983)
- A Family Madness (1985)
- The Playmaker (1987)
- Act Of Grace (1988) *
- Flying Class Hero (1991)
- Chief Of Staff (1991)*
- A River Town (1995)
- Bettany's Book (2000)

* Deze boeken werden geschreven onder het pseudoniem "William Coyle".
- Bibsys: 90062992
- Biblioteca Nacional de España: XX913235
- Bibliothèque nationale de France: cb119095848 (data)
- Catàleg d'autoritats de noms i títols de Catalunya: 981058508279006706
- CiNii: DA03162086
- Gemeinsame Normdatei: 119027011
- International Standard Name Identifier: 0000 0001 2278 7025
- Library of Congress Control Number: n80034891
- Nationale Bibliotheek van Letland: 000335158
- Bibliotheek van het Japanse parlement: 00469443
- Nationale Bibliotheek van Tsjechië: jn19990004265
- Nationale bibliotheek van Australië: 35265710
- Nationale Bibliotheek van Israël: 987007263738005171
- Nationale Bibliotheek van Polen: a0000001157942
- Nationale en Universitaire bibliotheek Zagreb: 000099822
- Nederlandse Thesaurus van Auteursnamen: 068635095
- Réseau des bibliothèques de Suisse occidentale: 02-A003449272
- Istituto Centrale per il Catalogo Unico: CFIV059848
- LIBRIS: 290408
- SNAC: w6j394nd
- Système universitaire de documentation: 02694751X
- Trove: 493802
- Virtual International Authority File: 41842145
- WorldCat: E39PBJx4qxXFQkTywWbqVtt3Qq